# Bennetot
Bennetot ist eine Commune déléguée in der französischen Gemeinde Terres-de-Caux mit 185 Einwohnern (Stand: 1. Januar 2022) im Département Seine-Maritime in der Region Normandie.
Die Gemeinde Bennetot wurde am 1. Januar 2017 mit Auzouville-Auberbosc, Bermonville, Fauville-en-Caux, Ricarville, Saint-Pierre-Lavis und Sainte-Marguerite-sur-Fauville zur Commune nouvelle Terres-de-Caux zusammengeschlossen. Sie hat seither den Status einer Commune déléguée. Die Gemeinde Bennetot gehörte zum Kanton Saint-Valery-en-Caux.
Der Ort liegt etwa 35 Kilometer nordöstlich von Le Havre.
| Bevölkerungsentwicklung   | Bevölkerungsentwicklung | Bevölkerungsentwicklung | Bevölkerungsentwicklung | Bevölkerungsentwicklung | Bevölkerungsentwicklung | Bevölkerungsentwicklung | Bevölkerungsentwicklung | Bevölkerungsentwicklung |
| ------------------------- | ----------------------- | ----------------------- | ----------------------- | ----------------------- | ----------------------- | ----------------------- | ----------------------- | ----------------------- |
| Jahr                      | 1962                    | 1968                    | 1975                    | 1982                    | 1990                    | 1999                    | 2006                    | 2013                    |
| Einwohner                 | 143                     | 148                     | 105                     | 113                     | 97                      | 127                     | 171                     | 182                     |
| Quelle: Cassini und INSEE |                         |                         |                         |                         |                         |                         |                         |                         |

## Sehenswürdigkeiten
- Kirche Saint-André-et-Saint-Eutrope, um 1650 neu erbaut
- Herrenhaus von Vertot aus dem 16. Jahrhundert

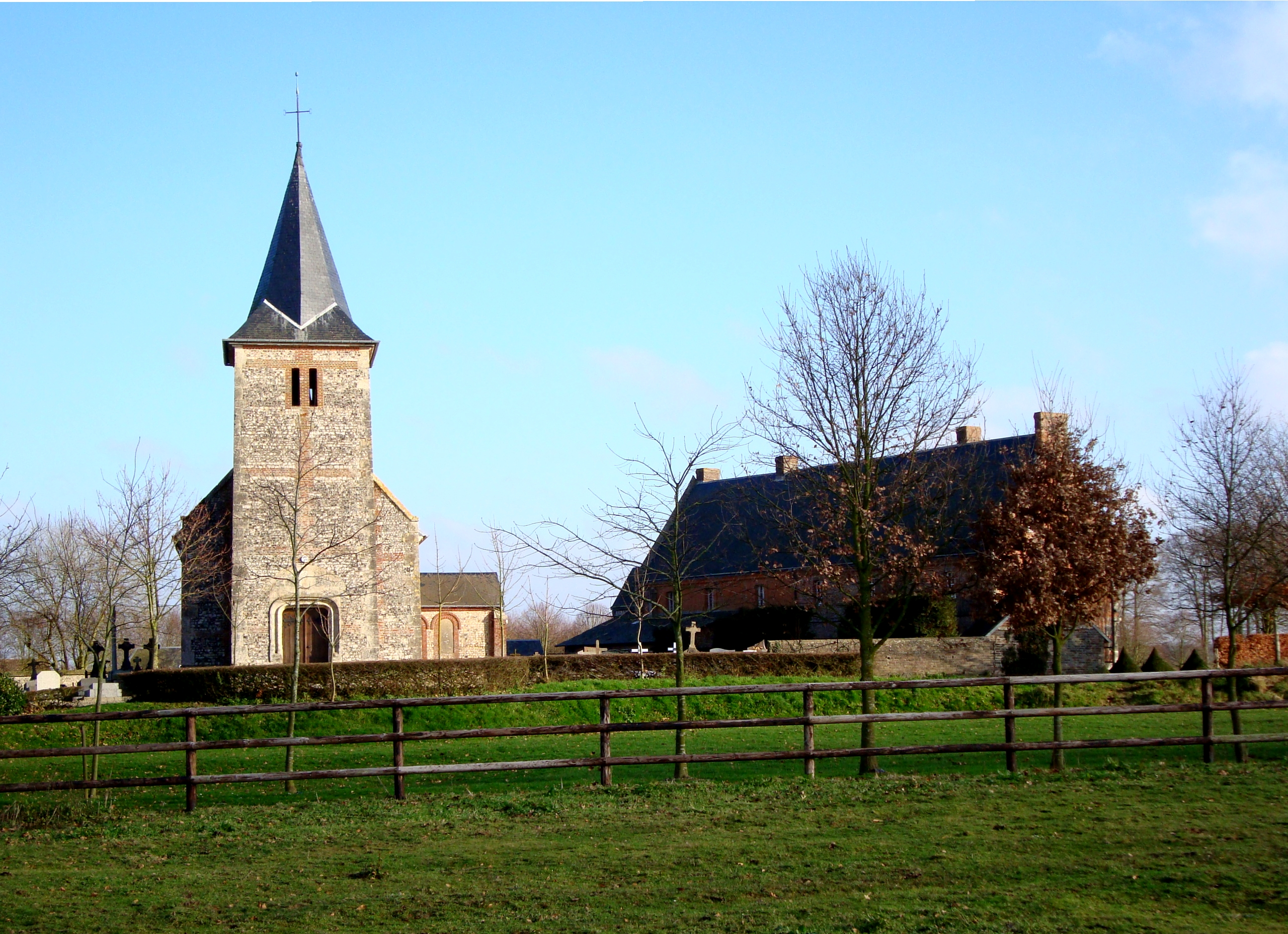
Kirche Saint-André-et-Saint-Eutrope und Herrenhaus von Vertot

## Persönlichkeiten
- René Aubert de Vertot (1655–1735), Funktionär des Johanniterordens, Abt von Jovenval